# Вайрочана (переводчик)
О Дхьяни-будде см. статью Вайрочана

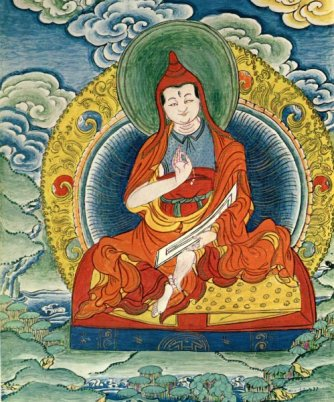

Вайрочана (Вайли: rnam par snang mdzad lo tsa ba) (8 в.) — тибетский буддийский монах, учёный-переводчик. Был одним из первых учителей традиции Дзогчен в Тибете. Ученик Шри Симхи.

## Биография
Вайрочана происходил из рода Пагор (Вайли: spa gor). Получил своё имя в честь Будды Махавайрочаны (санскр. - "Будды Великое Солнце".) 
В возрасте восьми лет король Трисонг Децен отправил его в монастырь Самье для изучения языка санскрит. Вайрочана был одним из первых тибетских семи монахов, посвящённых в духовный сан Шантаракшитой.
Согласно традиционному жизнеописанию в  возрасте пятнадцати  лет он был направлен в Индию, чтобы получить передачу учения Дзогчен. 
В течение 42-х лет он проходил обучение у Шри Симхи и других учителей, получив передачу учений Семдэ и Лонгдэ. Согласно традиции Ньингма Вайрочана получил передачу Маха-йоги от Буддагухьи, также как и Вималамитра,.
Вернувшись в Тибет, Вайрочана обучал короля Трисонг Децена и переводил на тибетский язык индийские санскритские тексты (сутры и шастры (трактаты) по буддизму.
По настоянию Вайрочаны, король Трисонг Децен пригласил в Тибет буддийского пандита Вималамитру "давать учение" и переводить тексты Дзогчен.
Биография Вайрочаны является классическим произведением тибетской житийной литературы (намтар).
Согласно легенде Вайрочана ушёл из жизни, "растворившись в радужном свете".

## См.также
- Дзогчен
- Ньингма